# 兵庫県道353号大畑小野線
兵庫県道353号大畑小野線（ひょうごけんどう353ごう おおはたおのせん）は、兵庫県加東市から小野市に至る一般県道である。

## 概要
加東市大畑から小野市天神町に至る。
小野市の郊外から小野市の南東側の田園地帯を経て、加東市と三木市の境目を結ぶ道である。

### 路線データ
- 起点：加東市大畑（兵庫県道85号神戸加東線交点）
- 終点：小野市天神町（天神町交差点、国道175号交点、兵庫県道81号小野香寺線起点）
- 総延長：8.840 km

## 路線状況

### 道路施設

#### 橋梁
- 出合橋（万勝寺川、小野市）
- 長尾橋（長尾川、小野市）
- 下河原橋（万勝寺川、小野市）

## 地理

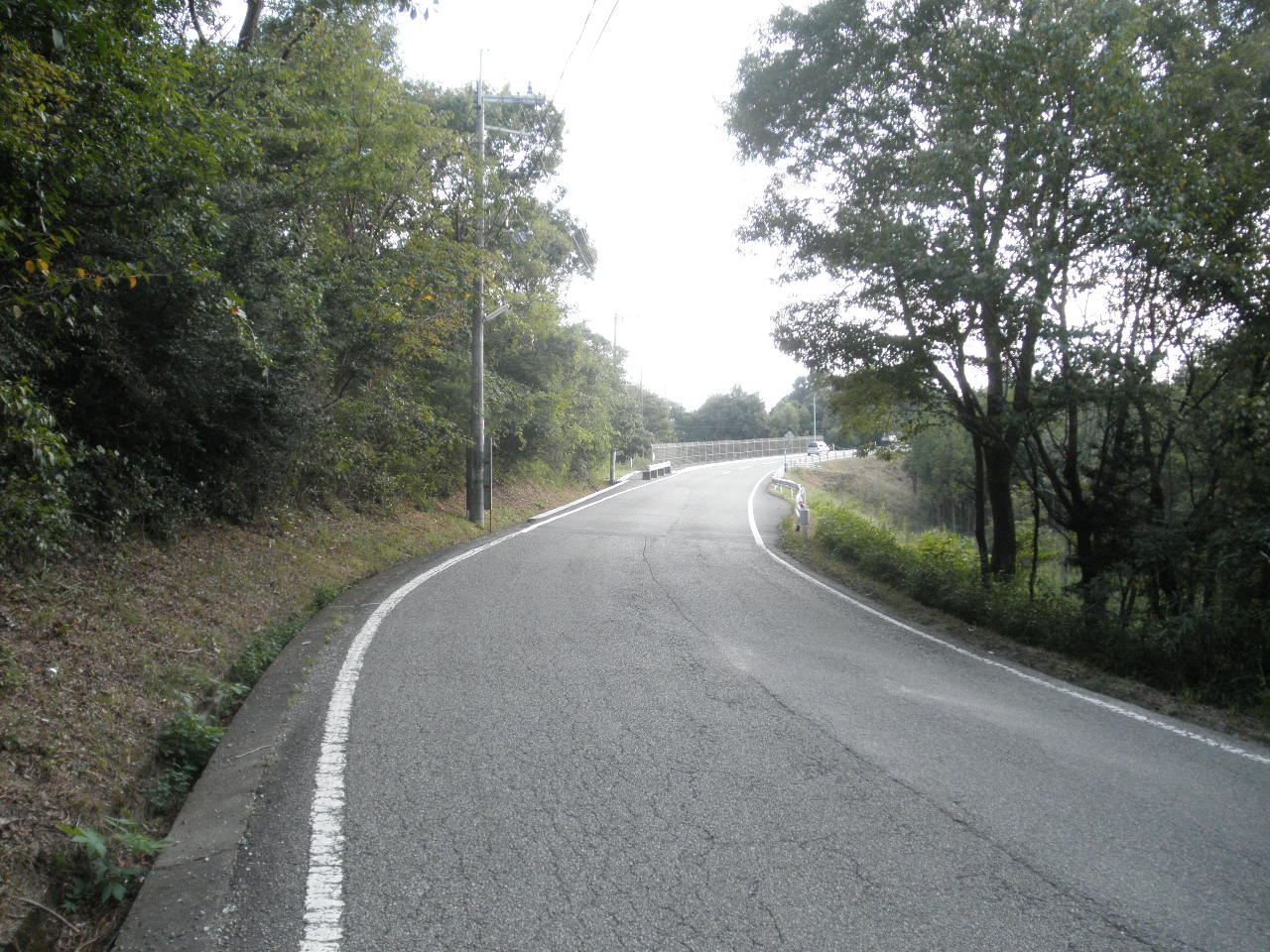
起点付近
加東市大畑で撮影

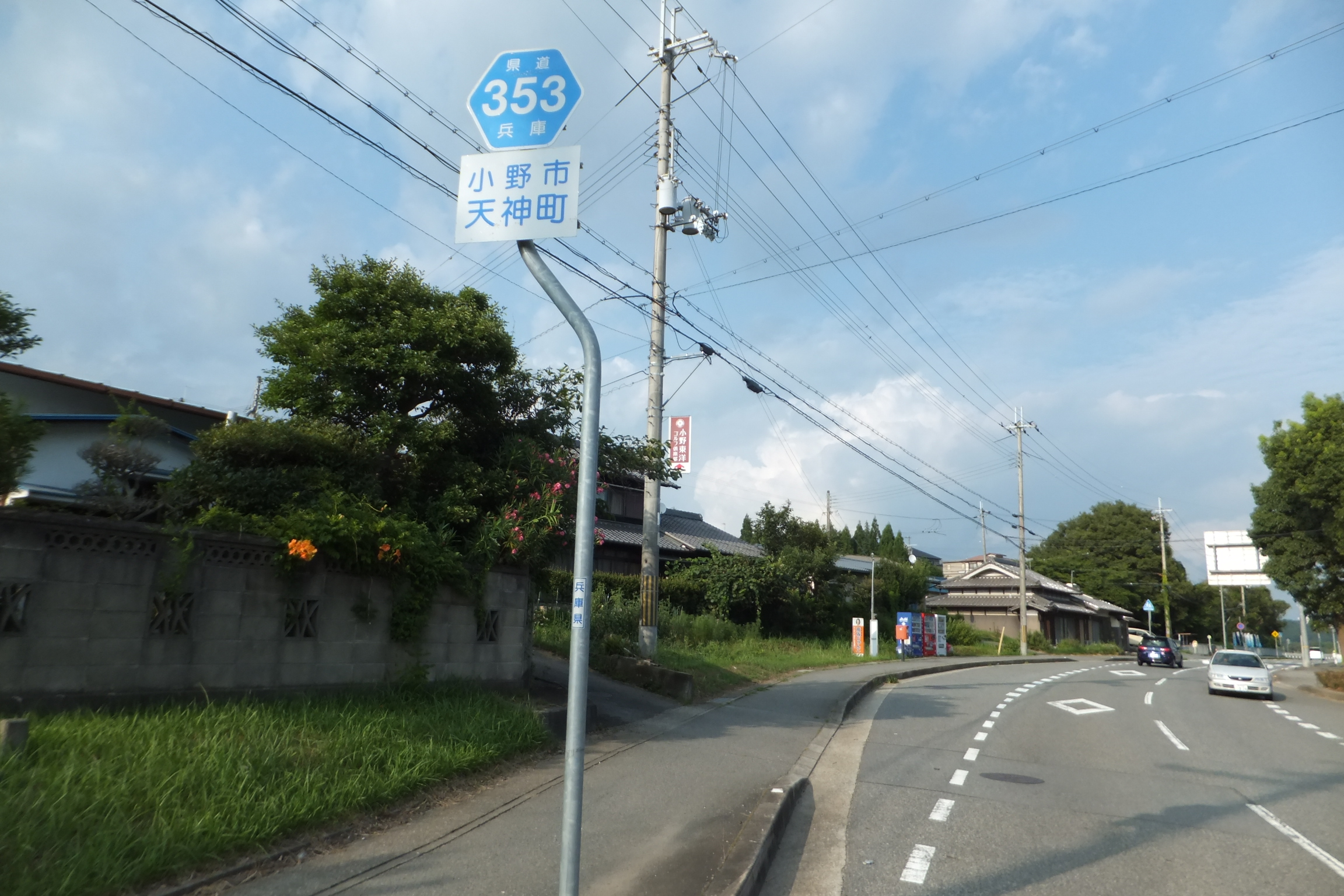
当道の標識
小野市天神町で撮影

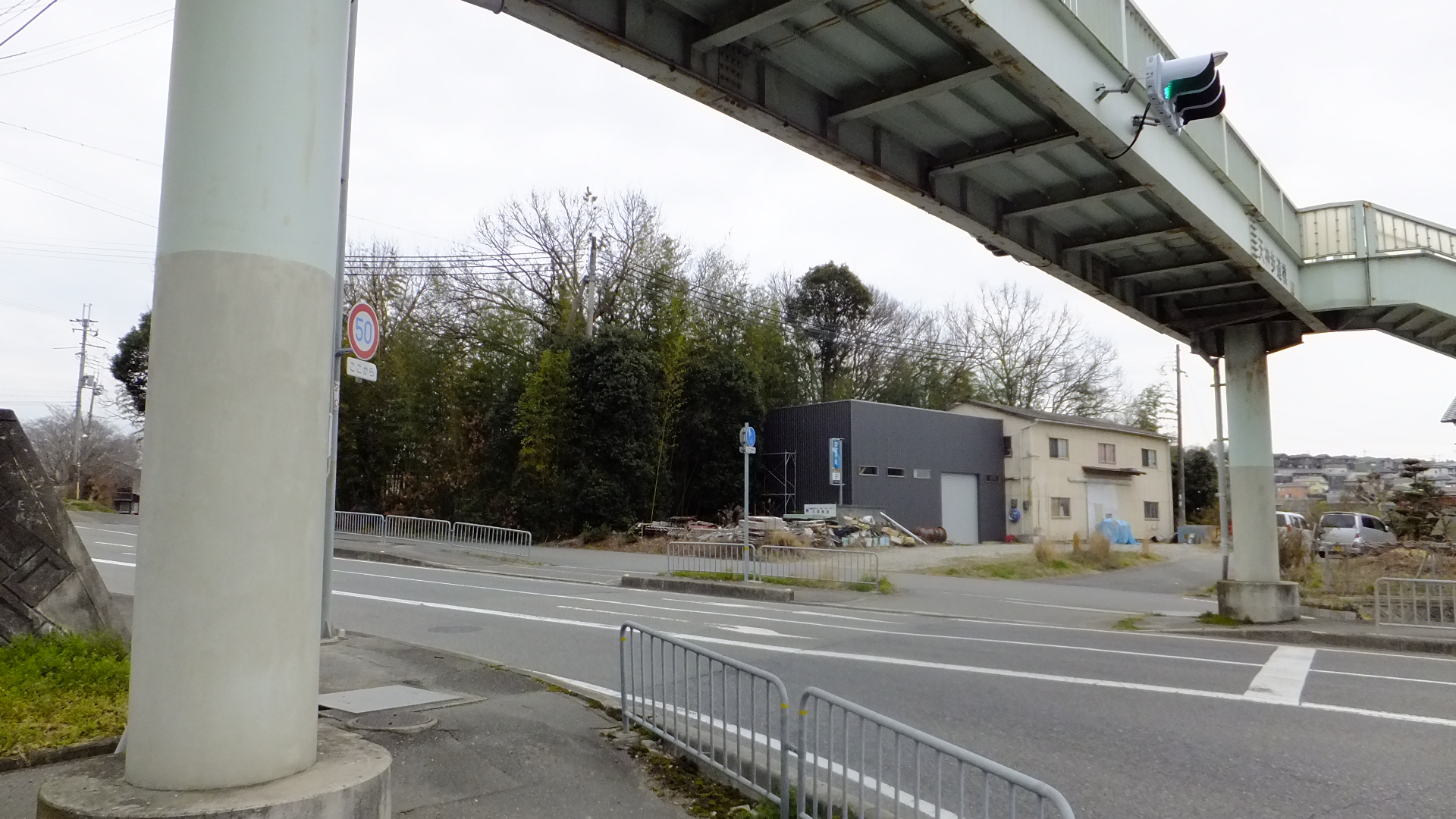
終点付近
小野市天神町で撮影

### 通過する自治体
- 加東市
- 三木市
- 小野市

### 交差する道路
| 交差する道路                                                                               | 市町村名 | 交差する場所 | 交差する場所        |
| ------------------------------------------------------------------------------------------ | -------- | ------------ | ------------------- |
| 兵庫県道85号神戸加東線                                                                     | 加東市   | 大畑         | 起点                |
| 兵庫県道510号万勝寺久留美線                                                                | 小野市   | 万勝寺町     |                     |
| 国道175号 / 小野バイパス 国道427号 重複 兵庫県道23号三木宍粟線 重複 兵庫県道81号小野香寺線 | 小野市   | 天神町       | 天神町交差点 / 終点 |

### 沿線
- 小野市立小野中学校
- 神戸電鉄粟生線 小野駅（終点付近）

### 沿線ガイド

#### 三木市・加東市
この両自治体の総延長はわずかであり、三木市は以前は全線1車線であったが、共進建設によって改良されて全線2車線であり、小野市の境目の細川町高畑の北側を走行するのみであり、加東市は2車線でありが、起点付近は1車線である。

#### 小野市
万勝寺町から長尾町までは1車線と2車線が混合し、万勝寺町では東経135度線を記念して設けられた石碑が設けられている。天神町では全線2車線である。終点付近に当道唯一の信号機がある。

## ギャラリー

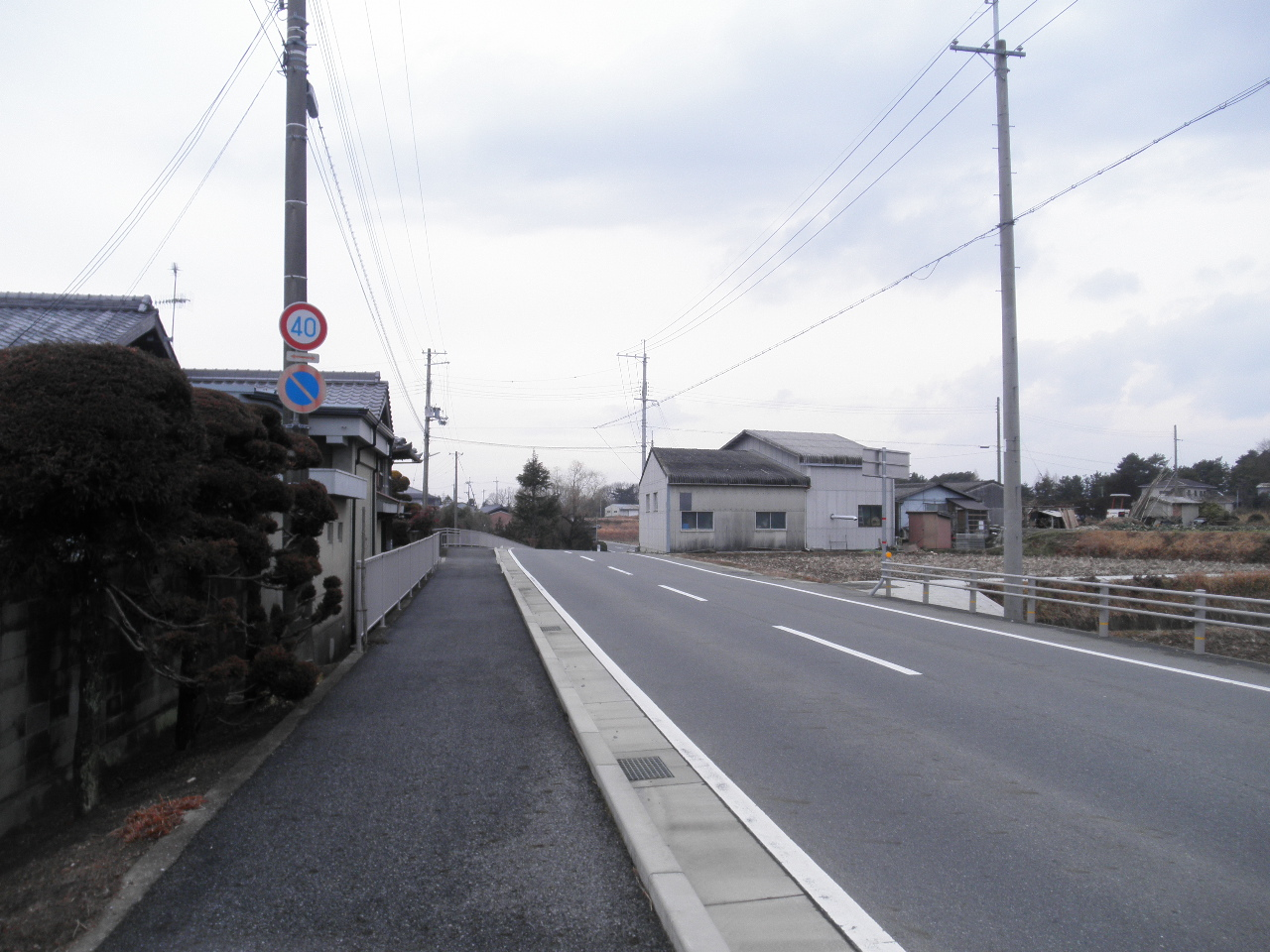
三木市と小野市の境目付近 三木市細川町高畑で撮影
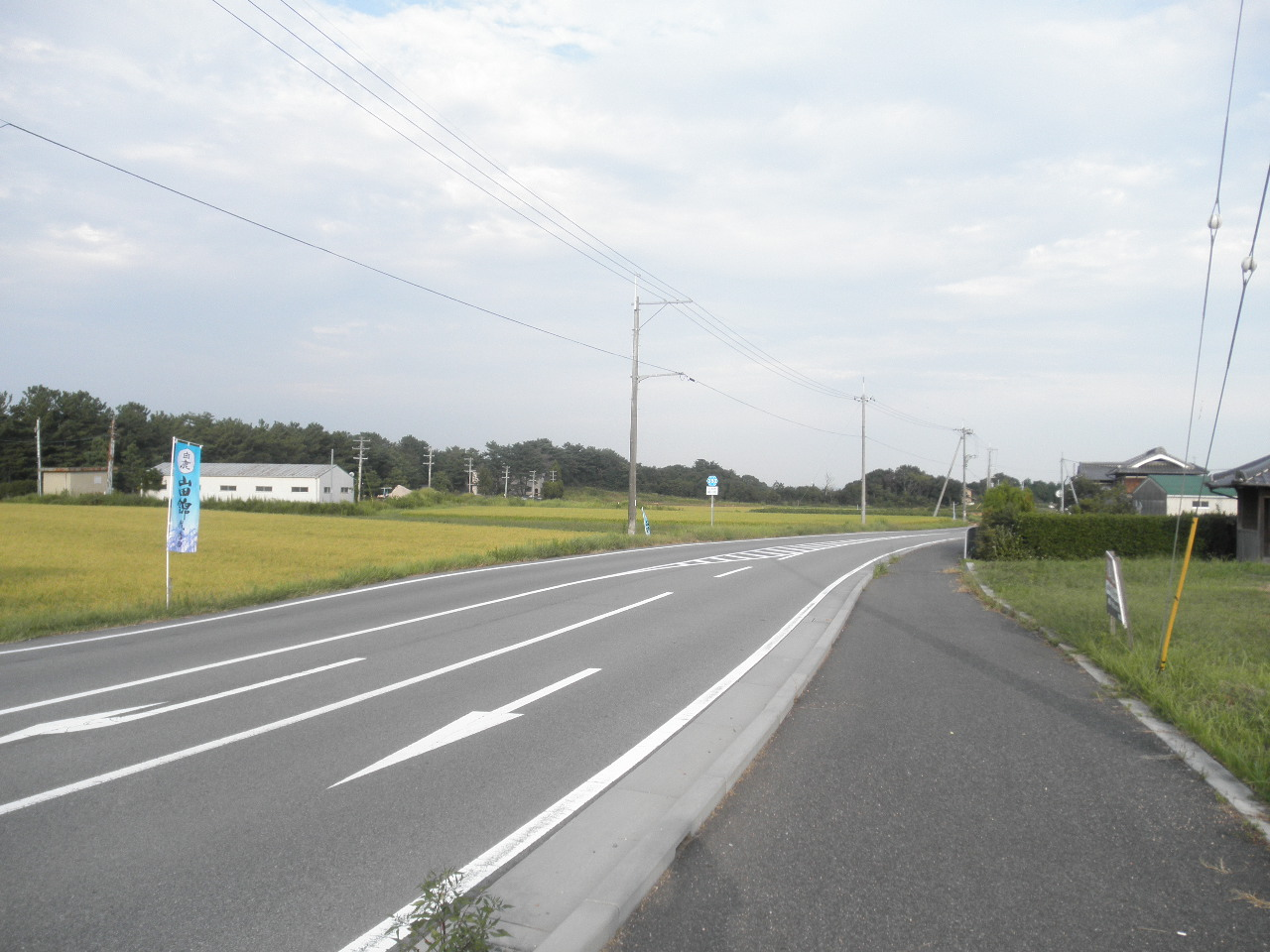
小野市と三木市の境目付近 小野市中谷町で撮影
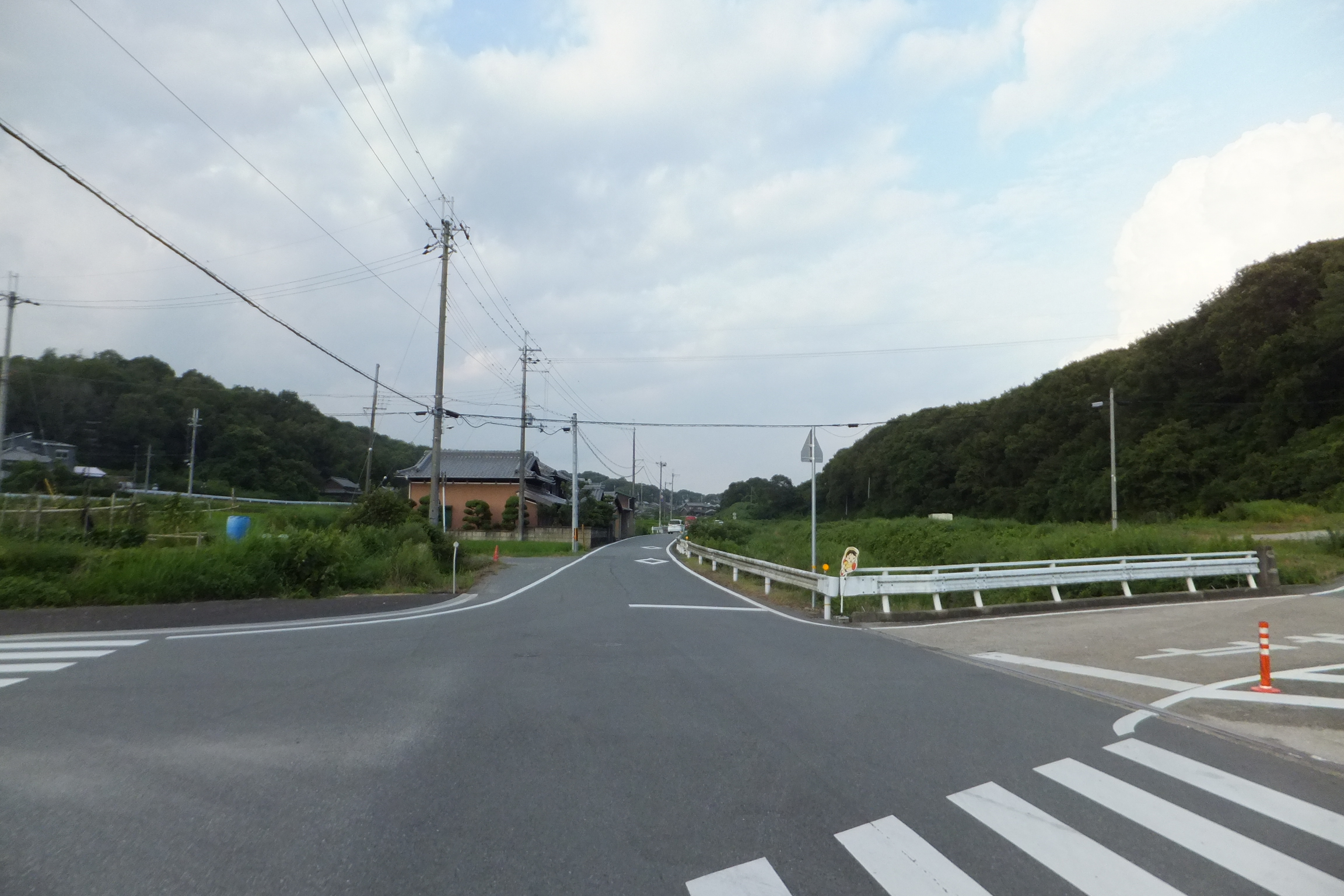
1車線区間 小野市長尾町で撮影
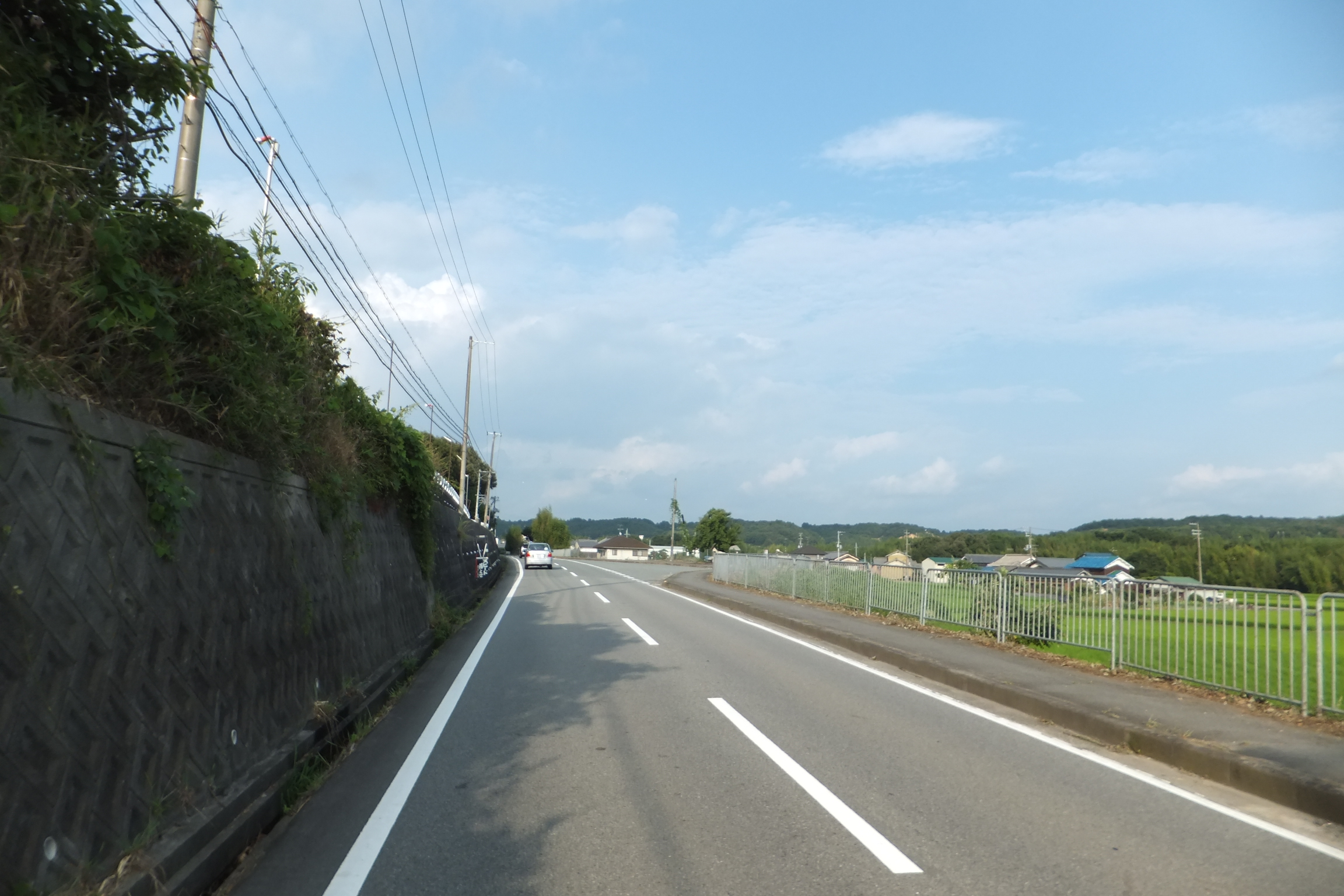
2車線区間 小野市天神町で撮影
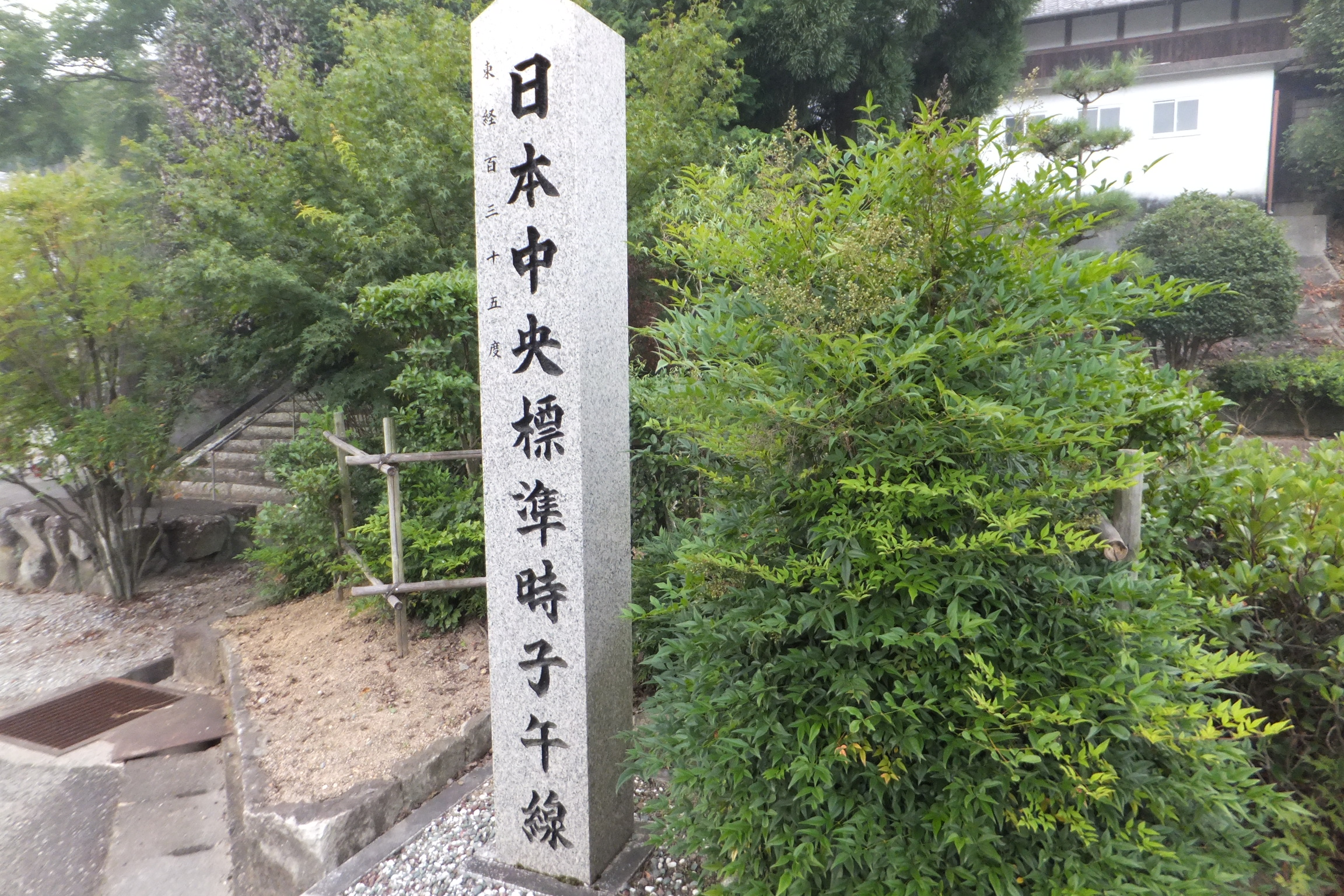
東経135度線を記念して設けられた石碑 小野市万勝寺町で撮影